# Saint-André-de-Cubzac
Saint-André-de-Cubzac är en kommun i departementet Gironde i regionen Nouvelle-Aquitaine i sydvästra Frankrike. Kommunen ligger i kantonen Saint-André-de-Cubzac som tillhör arrondissementet Blaye. År 2022 hade Saint-André-de-Cubzac 12 786 invånare.

## Befolkningsutveckling
Antalet invånare i kommunen Saint-André-de-Cubzac
Referens:INSEE